# 1. KFA Wielkopolska
1. KFA Fireballs Wielkopolska, 1. (pierwszy) Klub Futbolu Amerykańskiego Fireballs Wielkopolska – nieistniejący polski klub futbolu amerykańskiego, założony w maju 2004 r. w Poznaniu (jako drugi w Polsce, po Warsaw Eagles), były członek Polskiego Związku Futbolu Amerykańskiego. Pierwsze treningi organizował na boisku w Suchym Lesie. W lipcu 2005 r. utworzył drużynę juniorów (futbolu flagowego), w którym  występowali zawodnicy do 18. roku życia.

## Historyczne mecze
- Pierwszy mecz (towarzyski): 17 grudnia 2004 w Suchym Lesie koło Poznania przeciwko Warsaw Eagles, przegrany 7:88
- Pierwszy mecz w Polskiej Lidze Futbolu Amerykańskiego: 8 października 2006, Łódź, stadion Startu, przeciwko Warsaw Eagles, przegrany 6:66

## Polska Liga Futbolu Amerykańskiego
- 2006 – 3. miejsce
- 2007 – 8. miejsce